# Club d'aviron Aita Mari
Maillots

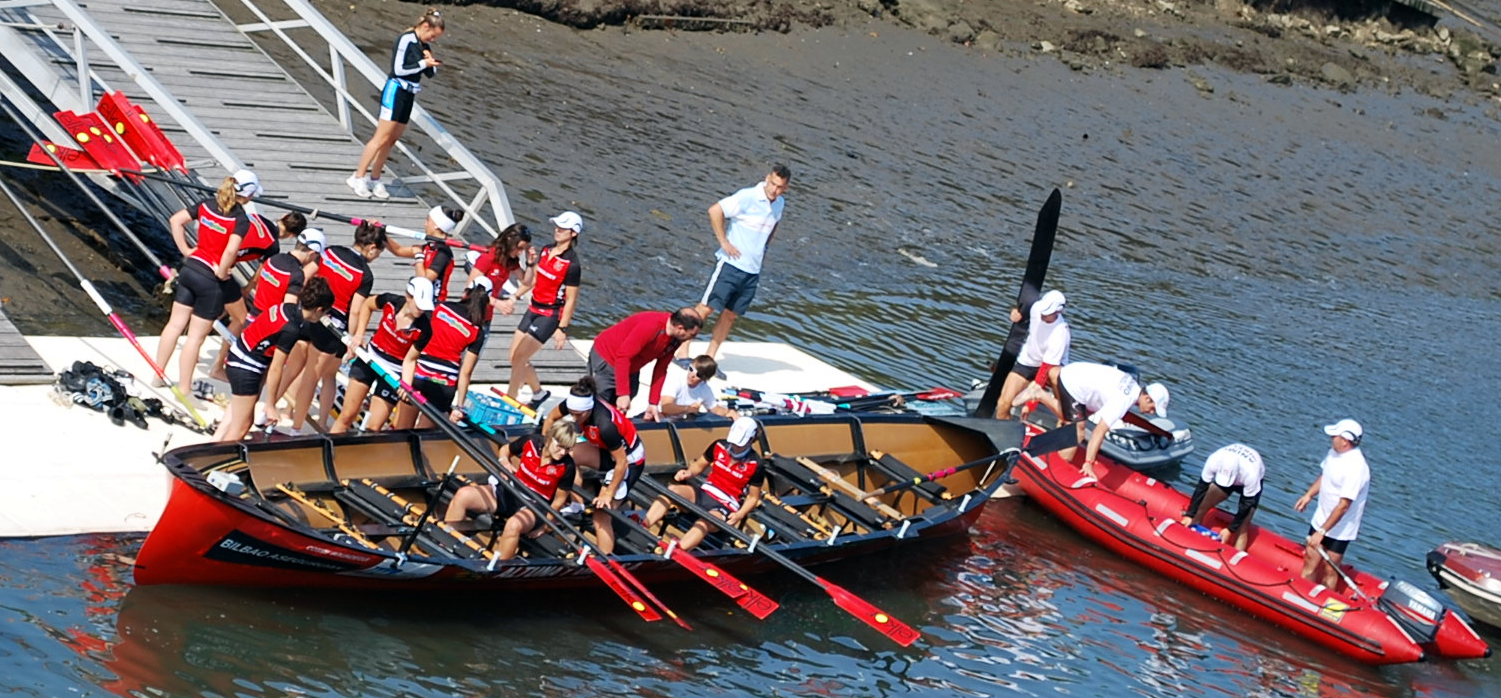
Embarquement des rameurs sur le Telmo Deun à Zumaia (31/07/2011).

Aita Mari Arraun Elkartea est un club d'aviron de la localité guipuscoanne de Zumaia. Son nom (Club d'Aviron Aita Mari en euskara) est un hommage au marin local du XIXe siècle José María Zubía, alias Aita Mari (père Mari en basque), célèbre pour avoir effectué de nombreux sauvetages en mer.
La couleur est le rouge et leur traînière s'appelle Telmo Deun (San Telme en basque). Ses plus grands succès sportifs ont été vécus durant les années 1980 avec la victoire de deux Drapeaux de La Concha.
En 2005, il a conquis la Ligue Basque (précurseur de la Ligue ARC) puis montera à la Ligue ACT (l'actuelle Ligue San Miguel) dans laquelle elle se maintient depuis.

## Histoire
Le club Aita Mari Arraun Elkartea nait le 5 août 1975.
1978 : Le club met à la mer pour la première fois une traînière, et depuis lors, dispute les régates tous les ans avec l'embarcation dont le nom est Telmo Deun (San Telme en basque).

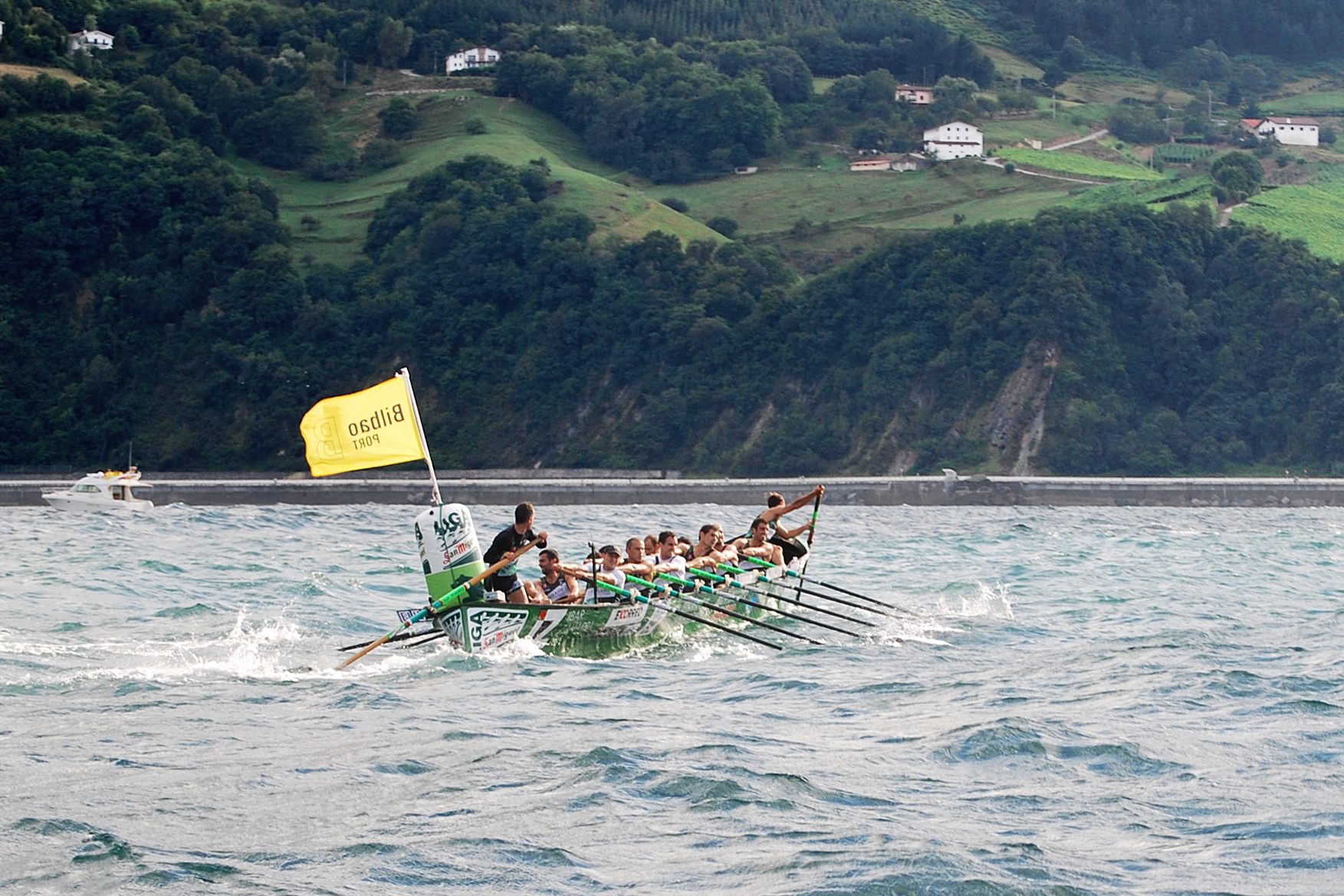
Virage autour d'une bouée pendant la compétition du Drapeau de Zarautz.

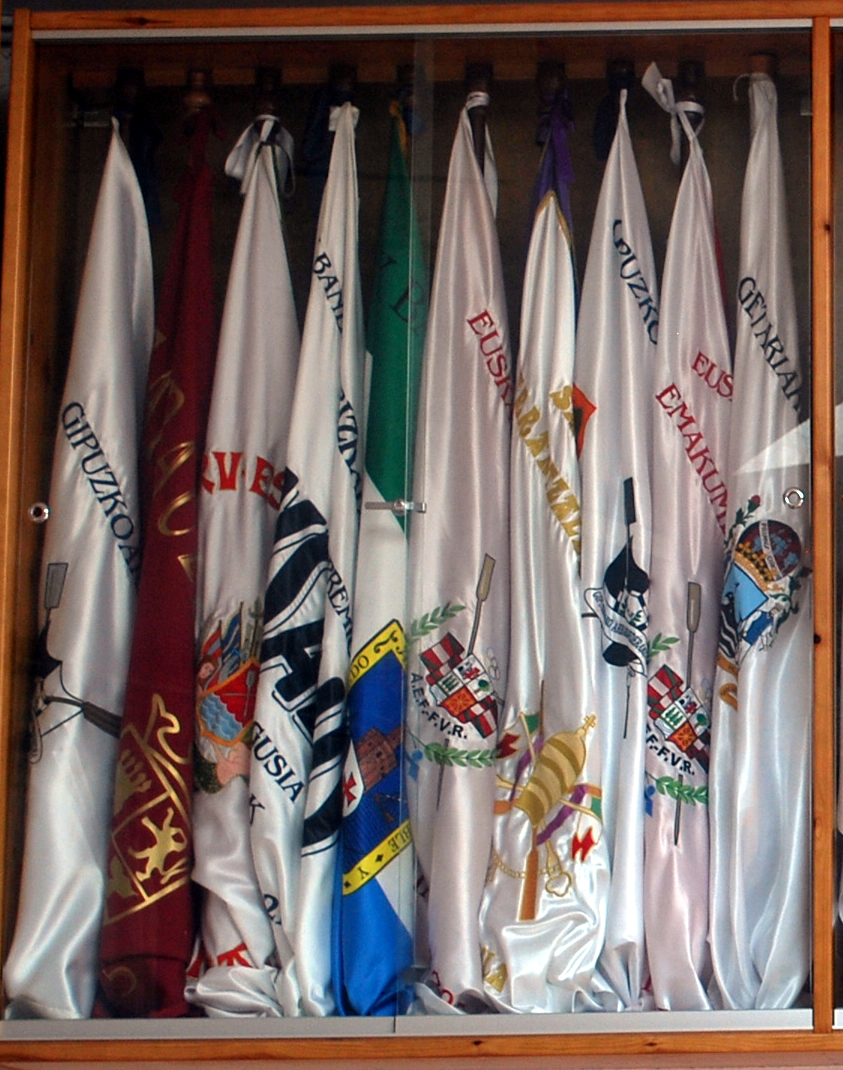
Collection des drapeaux gagnés par le club.

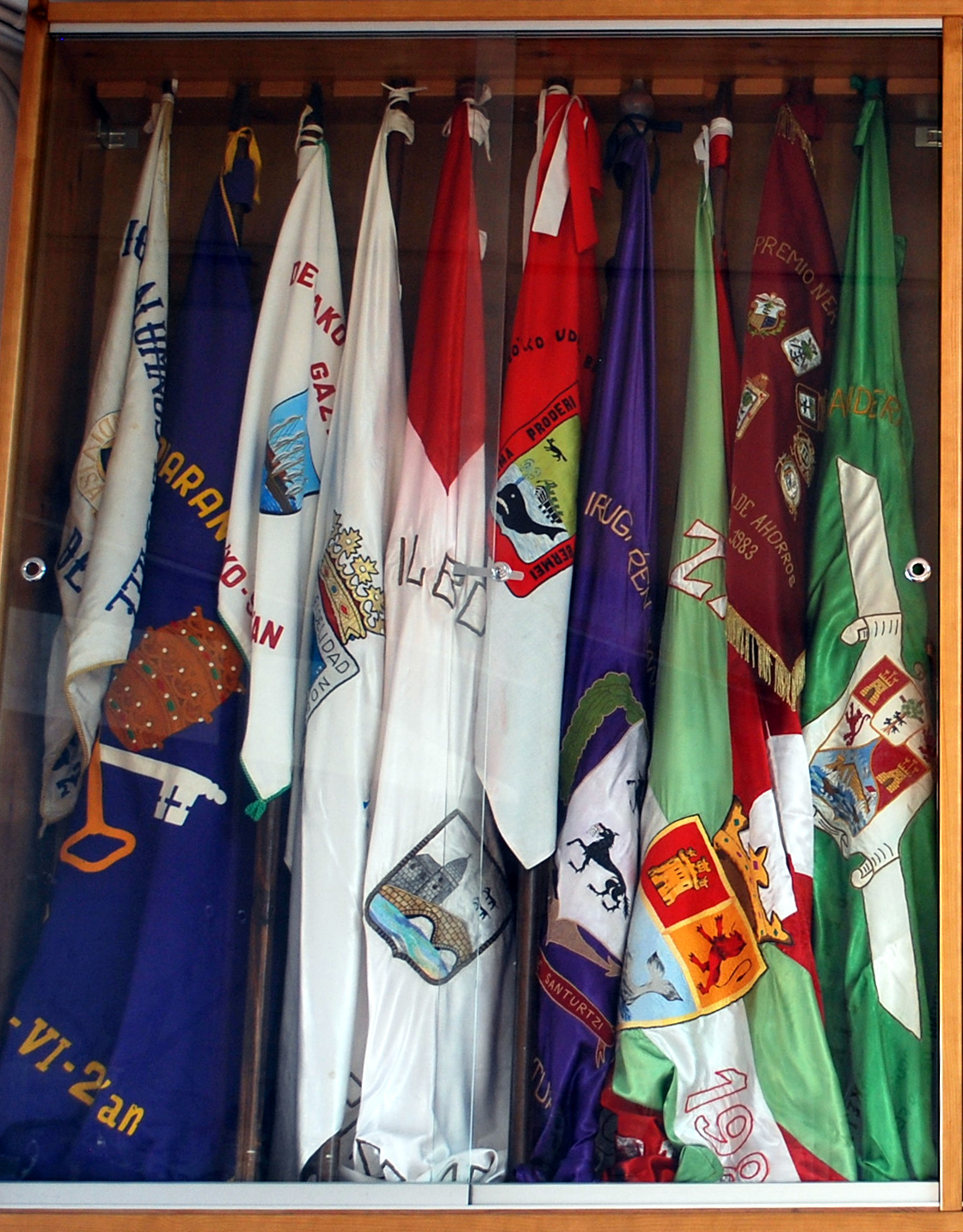
Collection des drapeaux gagnés par le club.

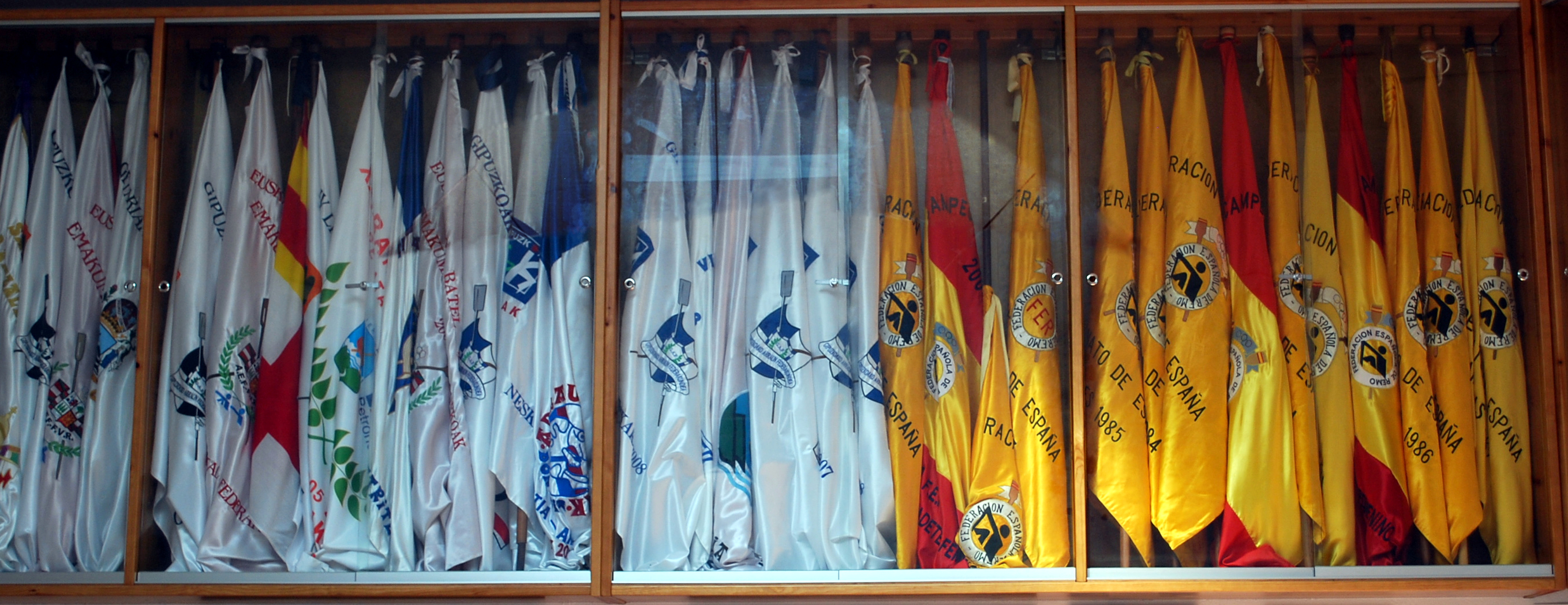
Collection des drapeaux gagnés par le club.

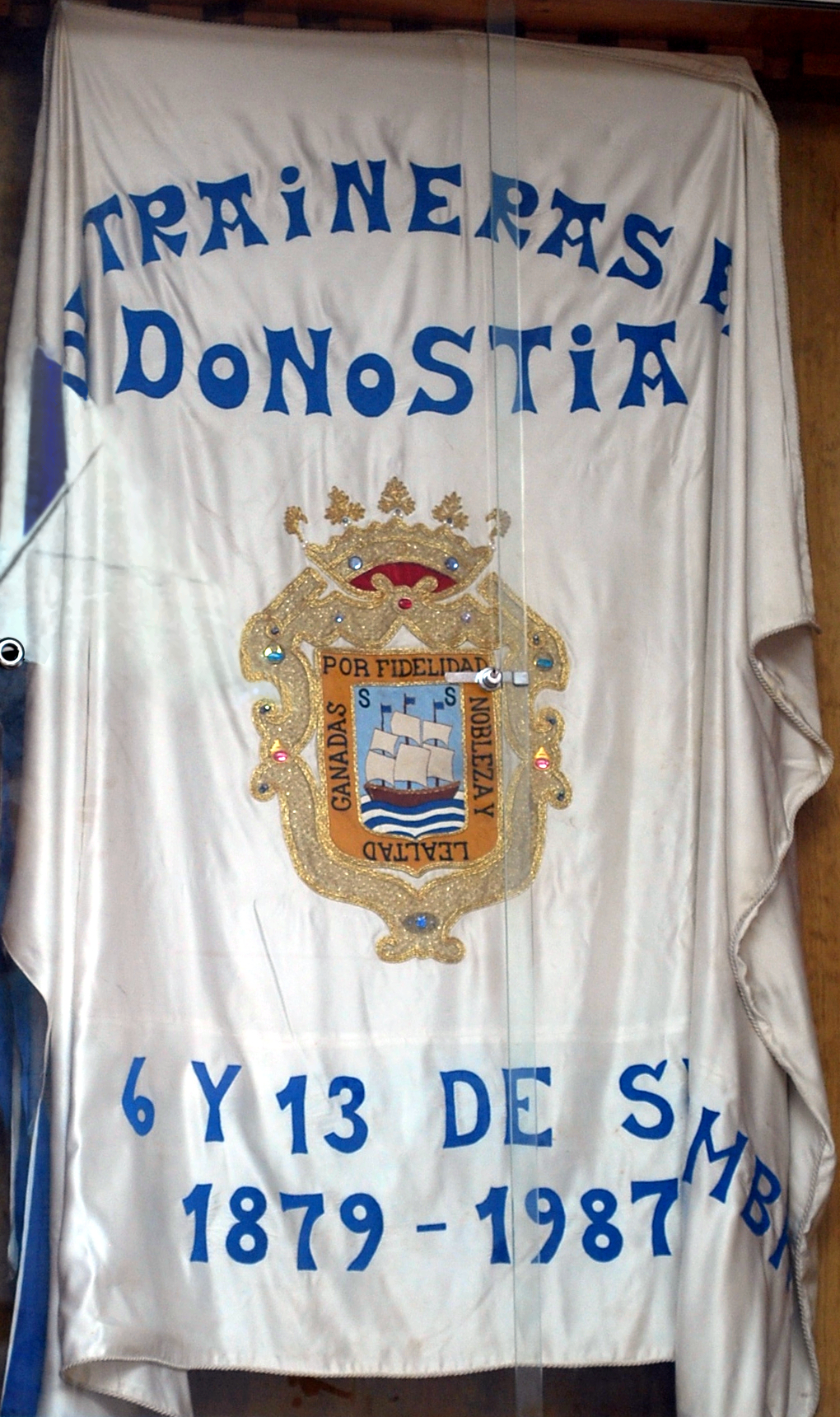
Collection des drapeaux gagnés par le club.

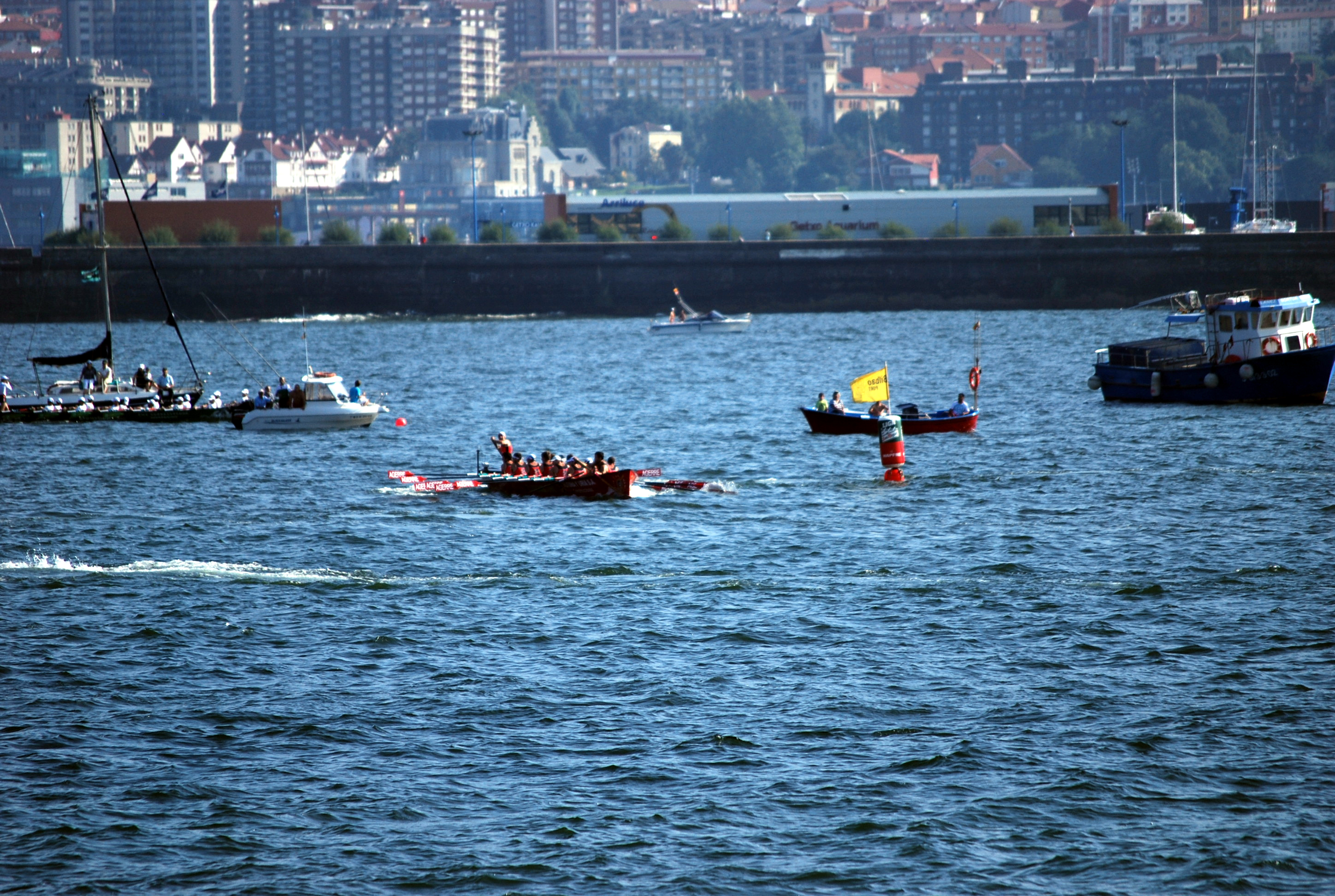
Ciaboga du Telmo Deun lors de la régate de Getxo (30/07/2011).

1981 : Il gagne le premier Drapeau : Drapeau Villa de Bilbao.
1984 : Premier Drapeau de La Concha, barré par Claudio Etxeberria Gorria (le rouge en basque). Ce sera une année spectaculaire, puisque Zumaia gagne toutes les régates auxquelles elle participe : traînière, trainerillas, batels… Au total, Zumaia s'est attribué 30 drapeaux. Dans l'une d'elles, en 24 heures, l'équipage a gagné dans trois régates et aura deux drapeaux. Ils ont gagné sur les deux journées de l'Ikurriña de Zarautz, et ont aussi gagné à Portugalete. Ils gagnent également deux drapeaux le même jour : à midi, à La Corogne, le Trophée Teresa Herrera, et l'après-midi, à Castropol, battant le record dans le domaine des régates.

## Palmarès
- 3 Drapeau de la Cruz Roja (Castro-Urdiales): 1979, 1981 et 1984.
- 5 Drapeau Villa de Bilbao: 1981, 1984, 1985, 1986 et 1987.
- 1 Championnat de trainières d'Euskadi: 1984.
- 5 Championnat du Guipuscoa de trainières: 1981, 1983, 1984, 1985 et 1987.
- 2 Trophée Portus Amanus: 1982 et 1984.
- 3 Drapeau de Santurtzi: 1982, 1984 et 1987.
- 1 Drapeau de Bermeo: 1982.
- 3 Drapeau de Zarautz: 1982, 1984 et 2005.
- 6 Drapeau Ciudad de Castro Urdiales: 1983, 1984, 1985, 1987, 1989 et 1992.
- 2 Grand prix El Corte Inglés (Bilbao): 1983 et 1984.
- 3 Grand Prix du Nervion: 1983, 1984 et 1986.
- 7 Drapeau de Santoña: 1983, 1984, 1985, 1987, 1988, 1989 et 2000
- 1 Drapeau pro-damnificados por las riadas: 1983.
- 3 Championnat d'Espagne de trainières: 1983, 1984 et 1987.
- 2 Drapeau de La Concha: 1984 et 1987.
- 1 Trophée Cruz Roja del Mar de Saint Sébastien: 1984.
- 3 Drapeau Petronor: 1984, 1985 et 2005.
- 3 Drapeau de Getxo: 1984, 1985 et 1989.
- 1 Drapeau de Hondarribia: 1984.
- 2 Drapeau de Pasajes: 1984 et 1985.
- 1 Championnat de trainières d'Euskadi: 1984.
- 2 Drapeau de Portugalete: 1984, 1985 et 1992.
- 3 Drapeau de Sestao: 1985, 1986 et 1989[3].
- 1 Drapeau Pryca: 1985.
- 3 Drapeau de Lekeitio: 1985, 1987 et 1988.
- 1 Trophée Fédération basque de Trainières: 1985.
- 2 Grand Prix Seat de trainières: 1986 et 1987.
- 2 Drapeau de Zumaia: 1986 et 2005.
- 1 Régate interclubs du Pays basque: 1986.
- 1 Drapeau de Ondarroa: 1987.
- 2 Grand prix de Astillero: 1987 et 1988.
- 1 Drapeau Teresa Herrera: 1987.
- 1 Drapeau Prince des Asturies: 1987.
- 1 Drapeau du Real Astillero de Guarnizo: 1988.
- 2 Drapeau d'Elantxobe: 1988 et 1989.
- 1 Drapeau El Corte Inglés (Vigo): 1988.
- 1 Grand prix Diputation de Cantabrie: 1989.
- 1 Drapeau d'Erandio: 1990.
- 1 Drapeau de La Rioja: 1997.
- 2 Drapeau Ria del Asón: 1994 et 2000.
- 1 Drapeau Confrérie des pêcheurs: 2005.
- 1 Drapeau de Pasajes: 2005.
- 1 Drapeau du Club d'aviron Ondarroa: 2005.
- 1 Drapeau du Club d'aviron Getaria: 2005.
- 1 Drapeau de Laredo: 2005.
- 1 Drapeau mairie de Santoña: 2005.
- 1 Play Off Ligue ACT: 2005.